# 羅邁尼鎮區 (伊利諾伊州馬里昂縣)
羅邁尼鎮區（英語：Romine Township）是位於美國伊利諾伊州馬里昂縣的一個行政鎮區。

## 地方資料
根據2010年美國人口普查的數據，羅邁尼鎮區的面積為93.10平方千米，當中陸地面積為93.00平方千米，而水域面積為0.10平方千米。當地共有人口498人，而人口密度為每平方千米5.35人。